# Odcinek Taktyczny „Plisnyśko”
Odcinek Taktyczny „Plisnyśko” – odcinek taktyczny nr 11 Ukraińskiej Powstańczej Armii, wchodzący w skład II Okręgu Wojskowego Buh.
Odcinek obejmował północno-wschodnią część obszaru Okręgu Wojskowego „Buh”, z miejscowościami Gliniany, Krasne, Busk, Olesko, Złoczów, Brody, Zabłotce, Podkamień.
Dowódcami Odcinka byli kolejno: „Szuhaj” (1945), „Czajczuk” (1945) i „Iwanko” (1946). Członkami dowództwa Odcinka byli: „Wolin” (1945–1946), „Hawryło” (1945–1946), „Nenasyteć” (1945), „Owerko” (1946), „Siryj” (1945–1946).
W skład odcinka w czerwcu 1945 wchodził kureń „Drużynnyki” dowodzony przez Szuhaja”, w składzie trzech sotni: „Drużynnyky” (dowódca „Swoboda”), „Wytiazi” (dowódca „Owerko”) I „Nepoborni” (dowódca „Małynowyj”). W czerwcu 1946 w skład odcinka wchodziły sotnie „Rusyczi” (dowódca „Owerko”) i „Wytiazi”.